# Paul Grüninger
Paul Grüninger (Sankt Gallen, 1891. október 27. – Sankt Gallen, 1972. február 22.) svájci rendőrparancsnok Sankt Gallen városában, labdarúgó és a „Világ Igaza”.

## Élete
Az ausztriai Anschlusst követően Grüninger körülbelül 3600 zsidó menekültet mentett meg a vízumaik átdátumozásával, illetve más dokumentumok hamisításával, melyek azt igazolták, hogy még akkor léptek be Svájcba, amikor erre törvényesen lehetőségük volt. A rendőrségtől elbocsátották, hivatallal való visszaélés címén vádat emeltek ellene, valamint 300 svájci frank pénzbüntetésre ítélték. Nyugdíjra nem volt jogosult, szegénységben halt meg 1972-ben.
1995-ben a Sankt Gallen-i kerületi bíróság az ellene szóló ítéletet megsemmisítette, s őt minden vád alól felmentette. Sankt Gallen kanton kormánya később jóvátételt fizetett Grüninger leszármazottainak. Az izraeli Jad Vasem holokauszt-emlékművön szerepel a neve a „Világ Igazai” között. Jeruzsálem északi részén, a Pisgat Ze'ev városnegyedben utcát neveztek el róla.
A Brühl St. Gallen csapat tagjaként Grüninger svájci labdarúgóbajnok volt 1915-ben.

## Emlékezete Svájcban
- Brühl St. Gallen stadionját róla nevezték el.
- Zürich-Oerlikon-ban utca őrzi a nevét (Paul Grüninger-Weg)

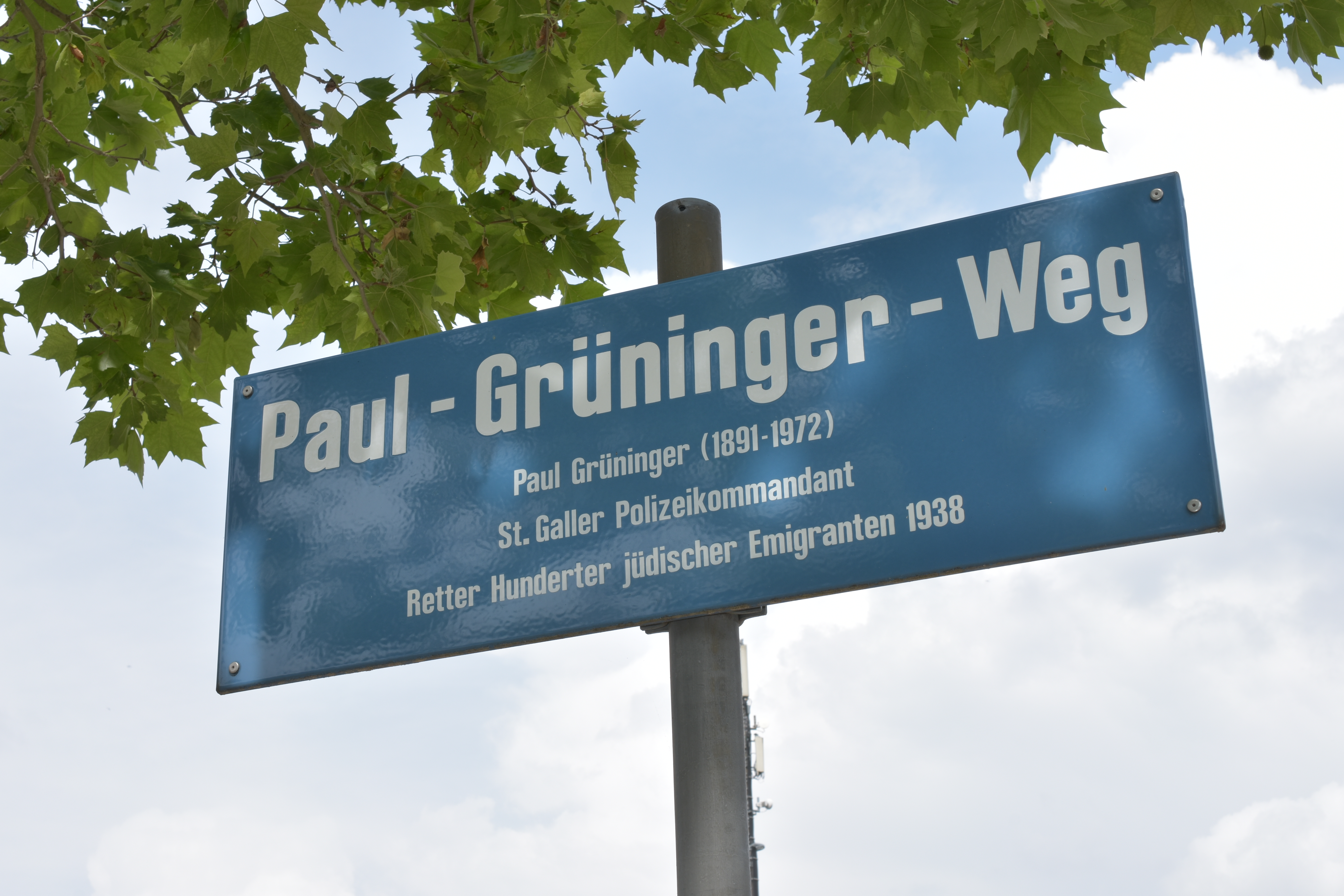
Paul Grüninger-Weg

- Grüningers Fall 1997-es svájci dokumentumfilm
- Akte Grüninger, 2013-as svájci-osztrák film

## Fordítás
- Ez a szócikk részben vagy egészben a Paul Grüninger című angol Wikipédia-szócikk ezen változatának fordításán alapul.  Az eredeti cikk szerkesztőit annak laptörténete sorolja fel. Ez a jelzés csupán a megfogalmazás eredetét és a szerzői jogokat jelzi, nem szolgál a cikkben szereplő információk forrásmegjelöléseként.